# Schlacht bei Piski

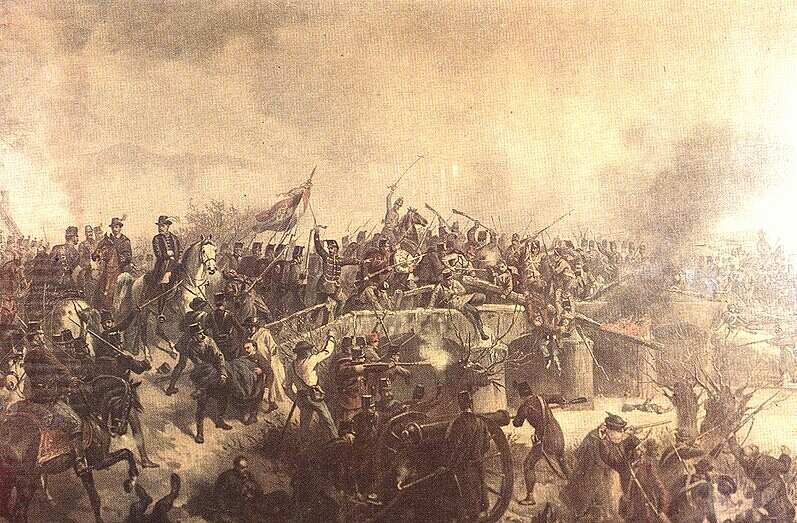
Die umkämpfte Brücke von Piski

Die Schlacht bei Piski (ungarisch: Piski csata, rumänisch: Bătălia de la Simeria) vom 9. Februar 1849 war Teil des Ungarischen Unabhängigkeitskrieges und brachte den General Bem bei Simeria (deutsch Fischdorf) einen Sieg über die Österreicher unter FML Puchner. Der Erfolg war für die ungarischen Insurgenten die Grundlage für die folgende Rückeroberung von Siebenbürgen.
Pákozd –
Schwechat –
Kaschau –
Mór –
Hermannstadt –
Vízakna (Salzburg) –
Piski –
Mediasch –
Kápolna –
Hatvan –
Tápió Bicske –
Isaszeg –
Waitzen I –
Nagy-Salló –
Komorn I –
Mocsa –
Kács –
Pered –
Raab –
 Ács (Komorn II) –
Komorn III –
Hegyes –
Waitzen II –
Tura –
Segesvár –
Debreczin –
Szőreg –
Temesvár
Arad –
Deva –
Esseg –
Karlsburg –
Komorn IV –
Leopoldov –
Ofen –
Peterwardein –
Temesvár

## Vorgeschichte

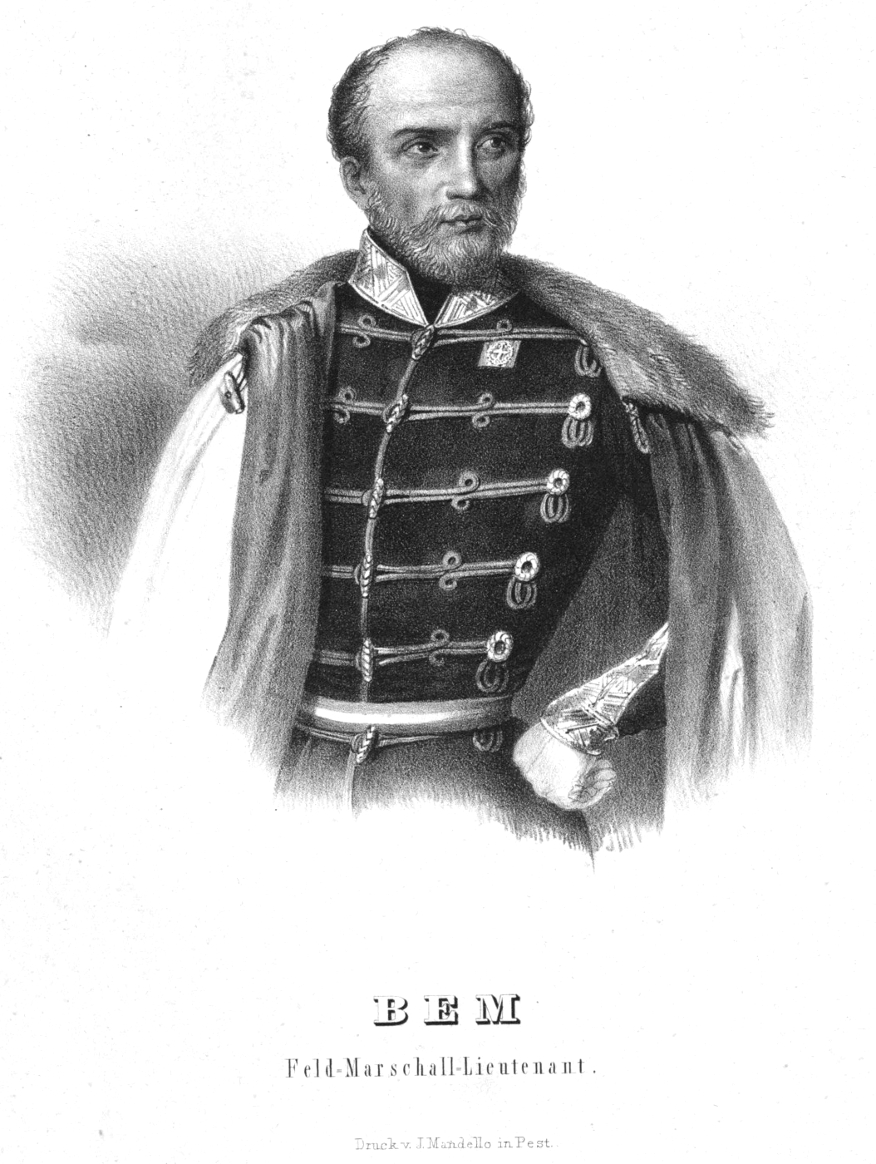
General Joszef Bem

Ungarn befand sich im Zuge der Märzrevolution seit April 1848 im offenen Aufstand gegen seinen König und pochte auf völlige Unabhängigkeit von der Habsburgermonarchie. Am 19. Dezember 1848 wurde die kaiserliche Truppen bei Deés erstmals von General Bem geschlagen. Durch die Rückeroberung von Klausenburg spaltete General Bem die österreichischen Streitkräfte in Siebenbürgen und konnte dadurch ihre zahlenmäßigen Überlegenheit ausgleichen. Er befreite dann das nördliche Siebenbürgen und trieb die zahlenmäßig unterlegenen Streitkräfte des Oberst Urban dazu, sich in die Bukowina abzusetzen. Bem wandte sich dann wieder gegen die kaiserliche Hauptstreitmacht, täuschte einen Marsch nach Süden vor, schwenkte aber nach Osten auf Marosvásárhely, wo er die Szekler zu mobilisieren gedachte. Puchners Streitkräfte erlitten am 17. Januar in Szőkefalva, einem Dorf in der Nähe von Marosvásárhely, eine weitere Niederlage. Puchners Hilferuf an den in der Walachei stehenden verbündeten General Alexander von Lüders führte zum Einmarsch russischer Kavallerie unter General Engelhardt über den Roter-Turm-Pass in ungarisches Gebiet und strebte auf Hermannstadt. In der Ersten Schlacht bei Hermannstadt (21. Jänner) konnten die Ungarn zurückgeworfen werden. Am 4. Februar 1849 konnte Puchner auch das Gefecht von Salzburg (Vizakna) für sich entscheiden und zwang Bem zum Rückzug auf Mühlbach. Bem verlor am 6. Februar nach einer neuen Niederlage bei Szászváros an der rechten Hand einen Mittelfinger und übergab seinem Stabschef Oberst Czetz das Kommando. Oberstleutnant Farkas Kemény rückte mit einer Vorhut nach Piski voraus, wo er sich hinter der Strell-Brücke vorteilhaft in Stellung brachte.
Das Gebirgsdorf Piski liegt an der Einmündung des von Süden nach Norden fließenden Flusses Strell in den Máros, etwa 10 km östlich von Deva. Vor dem Eingang zum Dorf Piski führte eine hölzerne Brücke von etwa 20 Klafter (36 Meter) Länge über den Wildfluss Strell. Die Hauptstraße von Szászváros (Broos) zieht durch Pád entlang des Máros-Tal und den südlichen Ausläufern des Staramara-Gebirges westlich hin zum Dorfe Piski. Die Brücke von Piski und die nördlich der Straße von Pád bis zum Máros reichende Ebene wurden zum Schauplatz der folgenden Kämpfe.

## Verlauf

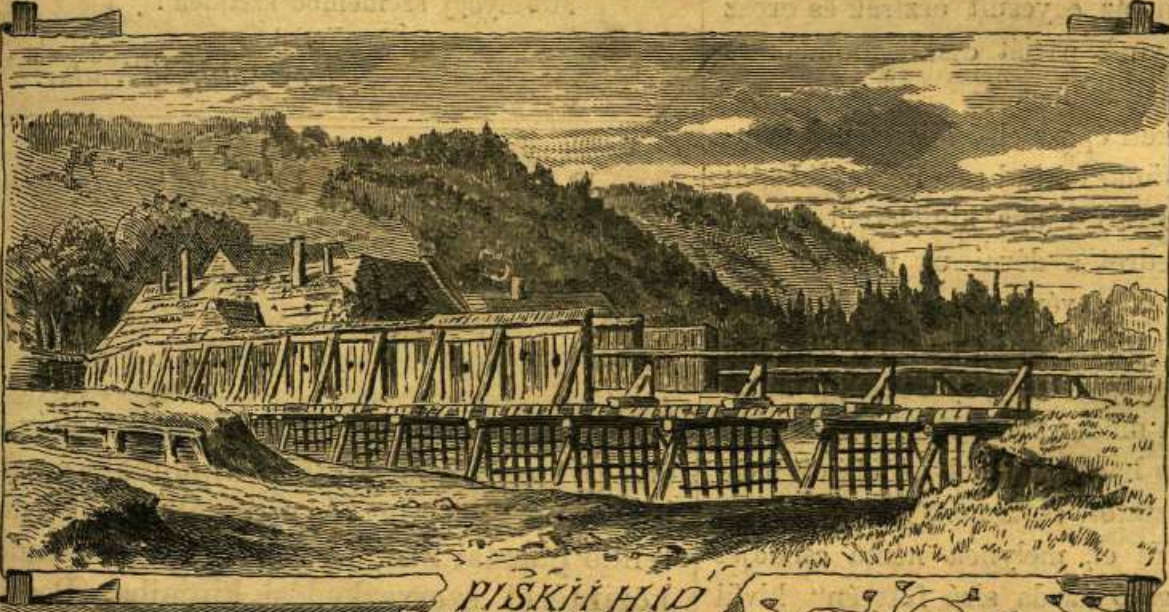
Die alte umkämpfte Holzbrücke und das Mauthaus bei Piski

Am 9. Februar brachen die Österreicher unter FML. Baron Puchner um 5 Uhr Morgens von Szászsáros (Broos) nach Piski auf. Zwei Brigaden trafen gegen 6 Uhr beim Dorf Pad ein, von wo die Entscheidung zum Angriff gegen die in Piski festgestellten Ungarn getroffen wurde. Auf der ganzen Landschaft lag Schnee, der Strell und der Maros waren gefroren, erstere war nur mit dünnen Eis bedeckt und nicht leicht zu überschreiten. An der Brücke von Piski stand die ungarische Vorhut unter Kemény mit 2 Bataillonen Infanterie, 2 Eskadronen und 12 Geschützen in sehr günstigen Stellungen, das Piskier Zollhaus und auch die dortigen Höhen waren stark besetzt, die übrige Stellung war in der Front durch die Strell und die linken Flanke durch den Maros gedeckt. Kemény war beauftragt worden, an der Brücke so lange zu halten, bis Verstärkungen aus Déva eingetroffen wären.
Weil FML. Puchner wegen seiner Krankheit vorerst nicht aktiv kommandieren konnte, hatte einer seiner Brigadiere, Generalmajor Joseph Kalliany den Angriff auf die Brücke von Piski auszuführen. Die vordersten Truppen der Österreicher bestanden aus Teilen der Brigade des Baron Stutterheim und 3 Bataillonen des Regiments Bianchi. Darauf folgte die Brigade Kalliany, bestehend aus den 2 Bataillone Sivkovich, 1 Bataillon des 1. Romanen-Grenz-Regiments, 2 Eskadronen Max Chevaulegers. Zuletzt folgte die Reserve unter Oberst von Losenau mit 3 Bataillone des Infanterie-Regiments Nr. 24 Parma, 4 Eskadronen Erzherzog Max Chevaulegers und 1600 Mann des Infanterie-Regiments Nr. 55. Zusammen etwa 5500 Mann Infanterie, 700 Reiter und 40 Geschütze. Die beiden Brigaden besetzten den südlich der Hauptstraße hinstreichenden Höhenzug und erhielten die Bestimmung, sobald das Geschütz hinlänglich gewirkt haben würde, den Übergang über den Fluss zu erzwingen. Die Reiterei konzentrierte auf dem rechten Flügel entlang des Muros und wartete auf den Angriffsbefehl.
Nach einem etwa zweistündigen Artillerieduell, das aufgrund der Entfernung wenig wirksam blieb, folgte vor 8 Uhr vormittags der österreichische Infanterieangriff entlang des Strell zwischen Pád und Piski. Ein Teil der Infanterie der Brigade Kalliany rückte mit gefällten Bajonett gegen die Brücke vor. Der jetzt auf dem Kampfplatz eingetroffene FML. Puchner befahl dem Bataillon Nr. 51 (Hauptmann Reznar) den Maros bei Bábolna zu überschritten und dem Bataillon Nr. 63 (Hauptmann Pollovina) die besetzten Höhen zu erstürmen. Eine Batterie wurde nach vorne gezogen und am Ufer des Flusses rechts von der Brücke in Stellung gebracht, eine weitere Batterie zog links davon auf um die gegnerische Artillerie wirksam bekämpfen zu können. Nach Erfolgen auf beiden Flügeln wurde auch das ungarische Zentrum durch die kaiserliche Artillerie zum Weichen gebracht und beide Brigaden rückten vor. Um die stark bedrängte ungarische Infanterie an der Brücke Erleichterung zu verschaffen, starteten die Matthias-Husaren eine Gegenattacke. Die Matthias-Husaren (Oberstleutnant Gergely Bethlen), denen die Freiwilligen der Biharer Nationalgarde folgte, versuchte den kaiserlichen Angriff aufzuhalten. In diesem kritischen Moment traf der ungarische Oberst Czetz mit Hilfstruppen von Dédács auf dem Kampffeld ein und führte die Verstärkung sofort an die Brücke. Der Gegenstoß des ungarischen 11. Bataillon (Major Sámuel Inczédy), dem später Teile des 55. Bataillons folgten, konnte die Brücke überqueren, teilweise auch den Fluss über das Eis überqueren und kämpften mit zwei Batterien auf das andere Ufer des Flusses. Kaiserliche Kavallerie unter Oberstleutnant Buseck startete mit zwei Dragoner- und einer Husaren Eskadron einen Gegenangriff, der durch das Infanteriefeuer der Bianchi-Bataillone unterstützt wurde. Bei diesem Feuergefecht gab es auch auf kaiserlichen Seite etwa 10 Toten, 200 Verwundeten darunter Oberst Losenau, wurden die Ungarn auf der anderen Seite des Flusses zurückgedrängt. Czetz und ein Teil des Bataillon Mariássy wurden umzingelt und zur Übergabe aufgefordert. Es kam beim Kampf um die Brücke zu einem dichten Gedränge, wobei sich beide Gegner wegen der gleichartigen Uniformen nicht mehr bestimmen konnten und sich teils in Unordnung verkeilten. Die Ungarn hatten durch Geschützfeuer herbe Verluste, dass die eigene Artillerie nicht verloren ging, war nur der schnellen Intervention der Württemberg-Husaren zu verdanken.
Inzwischen erschien auch General Bem auf dem Kampffeld und führte persönlich einen Gegenangriff auf den rechten Flügel durch, wo gerade die ungarischen Kampflinien zu zerfallen begannen. Die Württemberg-Husaren gingen zum anderen Ufer zurück, wo die zurückgehenden Truppen unter Major Hrabowszki und Dobay neu gesammelt wurden. Bem tat sein Bestes und versuchte persönlich die Ordnung wiederherzustellen. Innerhalb einer halben Stunde war die ungarische Schlachtordnung quer der Straße nach Deva neu formiert. Nach Ankunft weiterer Verstärkungen waren Bems Verbände auf 10 Bataillone, 7 Reiterschwadronen angewachsen, zusammen 6500 Mann, davon 900 Reiter und 28 Geschütze. Hinter dem Zentrum der Infanterie- und Artillerie-Kampflinie standen die Matthias-Husaren, hinter ihrem linken Flügel die Württemberg-Husaren und schließlich hinter dem rechten Flügel die Kavallerie der dezimierten Bihar-Nationalgarde. Das frische 9. Honved-Bataillon (Major Károly Földváry) war aus Freiwilligen aus Košice und Miskolc organisiert und kämpfte mit roten Kappen, die später Kennzeichen der von János Damjanich geführten Eliteverbände werden sollten.
Die Kaiserlichen, die den zurückziehenden Ungarn nur langsam über die Brücke nachrückten, trafen dann überraschend auf eine neu formierte Abwehrfront, gegen die zunächst hauptsächlich ihre Kanonen eingesetzt wurde. Als Bem bemerkte, dass die Österreicher begannen, seine rechte Flanke über Nagy-Barcsa zu umgehen, verstärkte er diesen gefährdeten Flügel. Er nutzte trotz der Erschöpfung seiner Truppen den günstigen Moment um einen weiteren Gegenangriff durchzuführen. Er traf die Kaiserlichen noch auf der Westseite des Flusses, die dabei erheblichen Verluste erlitten, sowohl beim Überqueren der Brücke als auch beim folgenden Rückzug. General Kalliany hatte angesichts der Ermattung seiner Truppen und wegen Munitionsmangel bei der Artillerie als auch der Infanterie den Kampf aufgegeben. Nachdem sich die Kaiserlichen in Richtung Pad zurückgezogen hatten, befahl Bem die Verfolgung. Um die drohende Gefahr abzuwenden, befahl Kalliány einen Gegenstoß gegen die Verfolger, die bald von den Württemberg-Husaren zurückgeschlagen wurde. Die Ungarn folgten dem Gegner noch bis nach Pad, wo die weitere Verfolgung wegen der eingebrochenen Dunkelheit eingestellt wurde.

## Folgen
Bem vermutete, dass sich die Kaiserlichen nach Hermannstadt zurückziehen würden, hielt es aber angesichts des Zustands seines Korps für nicht ratsam, den Gegner dorthin zu verfolgen. Die Schlacht forderte auf beiden Seiten etwa gleich hohe Verluste: Bei den Kaiserlichen waren 4 Offiziere und 125 Mann tot; 8 Offiziere und 381 Mann verwundet und 2 Offiziere und 141 vermisst oder gefangen, zusammen 15 Offiziere und 657 Mann. Dem in Klausenburg aufgestellten 11. Bataillon der Ungarn wurde nach dem Vorbild des 9. durch Kossuth das Recht eingeräumt, ebenfalls die rote Kappe für die gezeigte Tapferkeit in der Schlacht von Piski zu tragen.
Bem wollte in den folgenden Tagen das Kokeltal nach Mediasch durchschreiten, um die Verbindung zu seiner früheren operativen Basis in Neumarkt wiederherzustellen und sich mit den verbündeten Szeklern zu verbinden. Die kaiserliche Armee verbrachte die Nacht in Broos, von wo aus sie am 10. Februar über Sibot ihren Rückzug nach Mühlbach fortsetzten, wo die Vereinigung mit der Reservebrigade des Obersten Johann von Coppet hergestellt werden sollte.
Der Sieg von Piski war ein entscheidender Wendepunkt in den ungarischen Operationen, da sich General Bem durch die Szekler bedeutend verstärken konnte und nach der Schlacht von Mediasch (3. März) ganz Siebenbürgen unter seine Gewalt bringen konnte.